# Yasuhiro Hato
Yasuhiro Hato (波戸 康広, Hato Yasuhiro, Minamiawaji, 4 mei 1976) is een Japans voormalig voetballer die als verdediger speelde.

## Clubcarrière
Hato speelde tussen 1995 en 2011 voor Yokohama Flügels, Yokohama F. Marinos, Kashiwa Reysol en Omiya Ardija.

## Japans voetbalelftal
Hato debuteerde in 2001 in het Japans nationaal elftal en speelde 15 interlands.

## Statistieken
| Japans voetbalelftal | Japans voetbalelftal | Japans voetbalelftal |
| Jaar                 | Wed.                 | Dlp.                 |
| -------------------- | -------------------- | -------------------- |
| 2001                 | 10                   | 0                    |
| 2002                 | 5                    | 0                    |
| Totaal               | 15                   | 0                    |